# Myiomima sarcophaina
Myiomima sarcophaina là một loài ruồi trong họ Tachinidae.